# Stanghelle
Stanghelle er et byområde i Vaksdal kommune i Vestland fylke i Norge. Byområdet er med 768 indbyggere pr. 1. januar 2016 det mindste af de tre byområder i Vaksdal kommune. Stanghelle ligger ved Dalevågen på den østlige side af Veafjorden. Europavej E16 går igennem byområdet, der desuden betjenes af Stanghelle Station på Bergensbanen i den sydvestlige udkant.
Kendte stanghellinger er den tidligere fodboldspiller Trond Egil Soltvedt og Aftenpostens politiske redaktør Harald Stanghelle. Harald Stanghelle var tidligere redaktør for den lokale avis VaksdalPosten.